# Spanyol csupaszcsiga
A spanyol csupaszcsiga (Arion vulgaris) a szárazföldi tüdőscsigák rendjébe tartozó csigafaj. További népies nevei: luzitán vagy ibériai meztelencsiga.
A nagy, feltűnő meztelencsiga, amely az 1950-es évek óta inváziós fajként Európa egyre nagyobb részén elterjedt, a 20. század végén elérte Ausztriát  majd Magyarországot is.

## Előfordulása
Magyarország területén jelenlegi ismereteink szerint 26 házatlan- vagy meztelencsiga-faj fordul elő, közülük 10 faj esetenként kártevőként is ismert. A barna csupaszcsiga tulajdonképpen két faj, mégpedig az Arion rufus és Arion lusitanicus. A hazai „csigairodalom” az 1900-as évektől az A. rufus fajt jelzi (Kőszeg, Kaposvár, Szeged, Budapest). Kaposvár környéki előfordulással az 1930-as években egy testvérfajuk, az élénk csupaszcsiga két változataként is leírták. Soós Lajos 1959-ben (bizonyító példányok hiányában) törölte a magyar faunalistáról, de várható előfordulásukat valószínűsítette. Az első A. rufus példányokat 1980-84-ben Barcson, az Arion lusitanicus első egyedeit 1985-ben Sopronban gyűjtötték. 1999-től kezdődően a Dunántúl nyugati és déli részéről (több helyről) erős kártételüket jelezték. A két faj példányai külső megjelenésükben és színezetükben nagyon hasonlóak egymáshoz, biztos elkülönítésük csak anatómiai vizsgálattal lehetséges. 
A spanyol csiga az Ibériai-félszigetről származik, az 1990-es évek ben elérte Skandináviát és Ausztriát is. Gesztenyebarna, világosbarna, téglavörös, narancssárga, szürke és fekete változata létezik, oldalán gyakran sötét oldalsáv húzódik. Talpa fehéres, nyálkája színtelen. A szúrós, büdös növényeken kívül minden zöldet lerágnak, ráadásul májustól egészen a fagy beálltáig pusztítanak.

## Élőhelye
Rét, láp, cserjés, erdő, kert. A parlagon hagyott területek és az elhanyagolt, gondozatlan kertek, vízlevezető csatornák partszegélye kiváló életteret biztosít a házatlan csigák tömeges szaporodásához, illetve a szomszédos földterületekre történő szétterjedésükhöz.

## Jellemzése
A zöld növényi részeket reszelőnyelvük segítségével elreszelik, tarrágást is végezhetnek. Nyálkájukkal, ürülékükkel szennyezik a növényt, termést. A tárolt zöldségeket a tárolóban is megdézsmálhatják. A földalatti növényi részek is áldozatul eshetnek károsításuknak: a csigák jelenlétét öblös, üreges „kirágások” jelzik a gumókon, karógyökereken. A házatlan csigák károsítását tavasztól őszig megfigyelhetjük.
A házatlan csigák egy- illetve kétnemzedékűek, a nemzedékek összefolynak a fejlődési stádiumok klímafüggősége és a hosszú peterakási időszak miatt. A legnagyobb mennyiségű petét nyár végén, ősszel rakják a talaj felső rétegébe, levelek alá, a talaj felszínére. A meszes burokban lévő petékből közvetlenül, átalakulás nélkül fejlődnek ki a fiatal csigák.

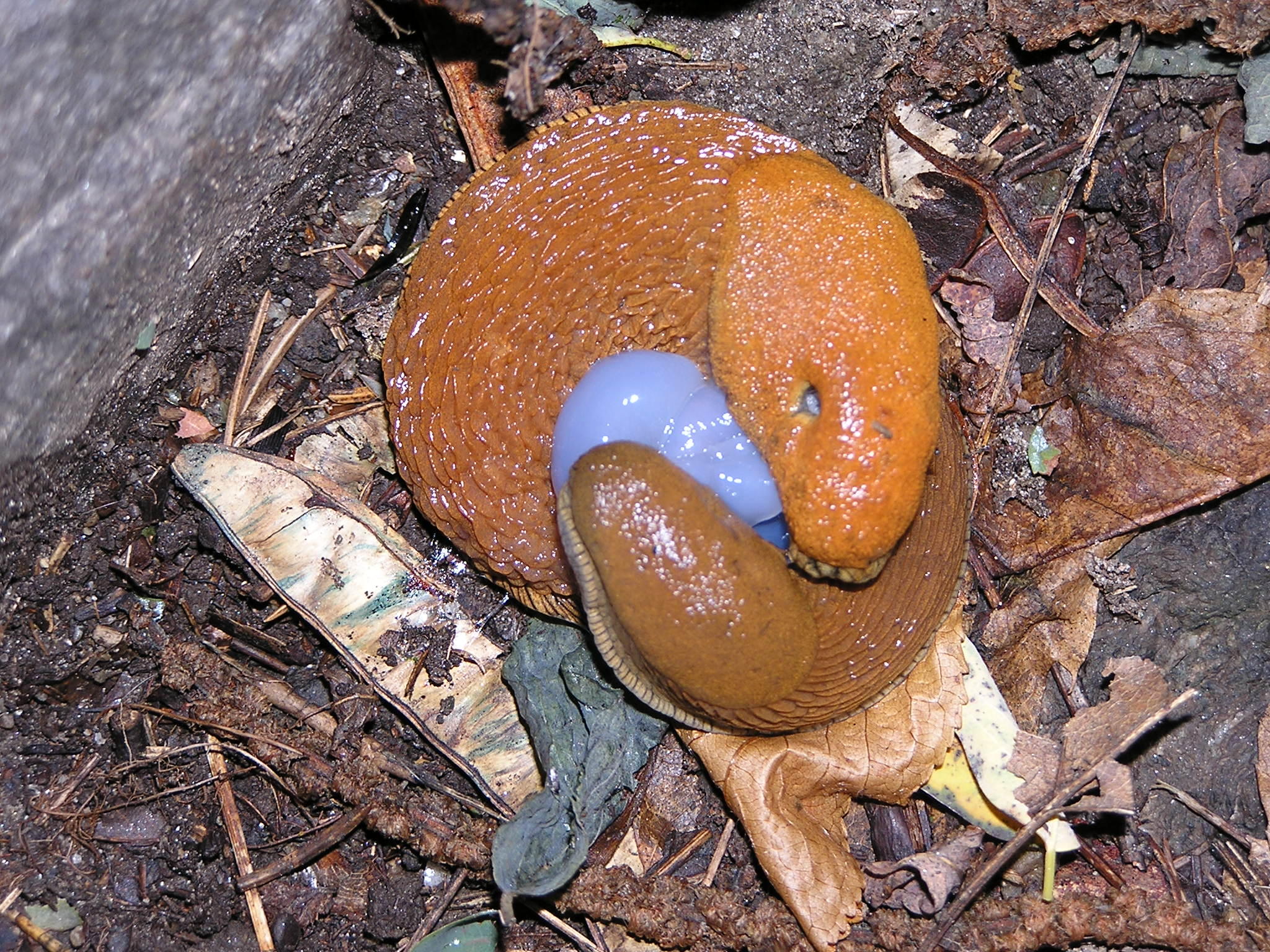
Spanyol csupaszcsigák egyesülése
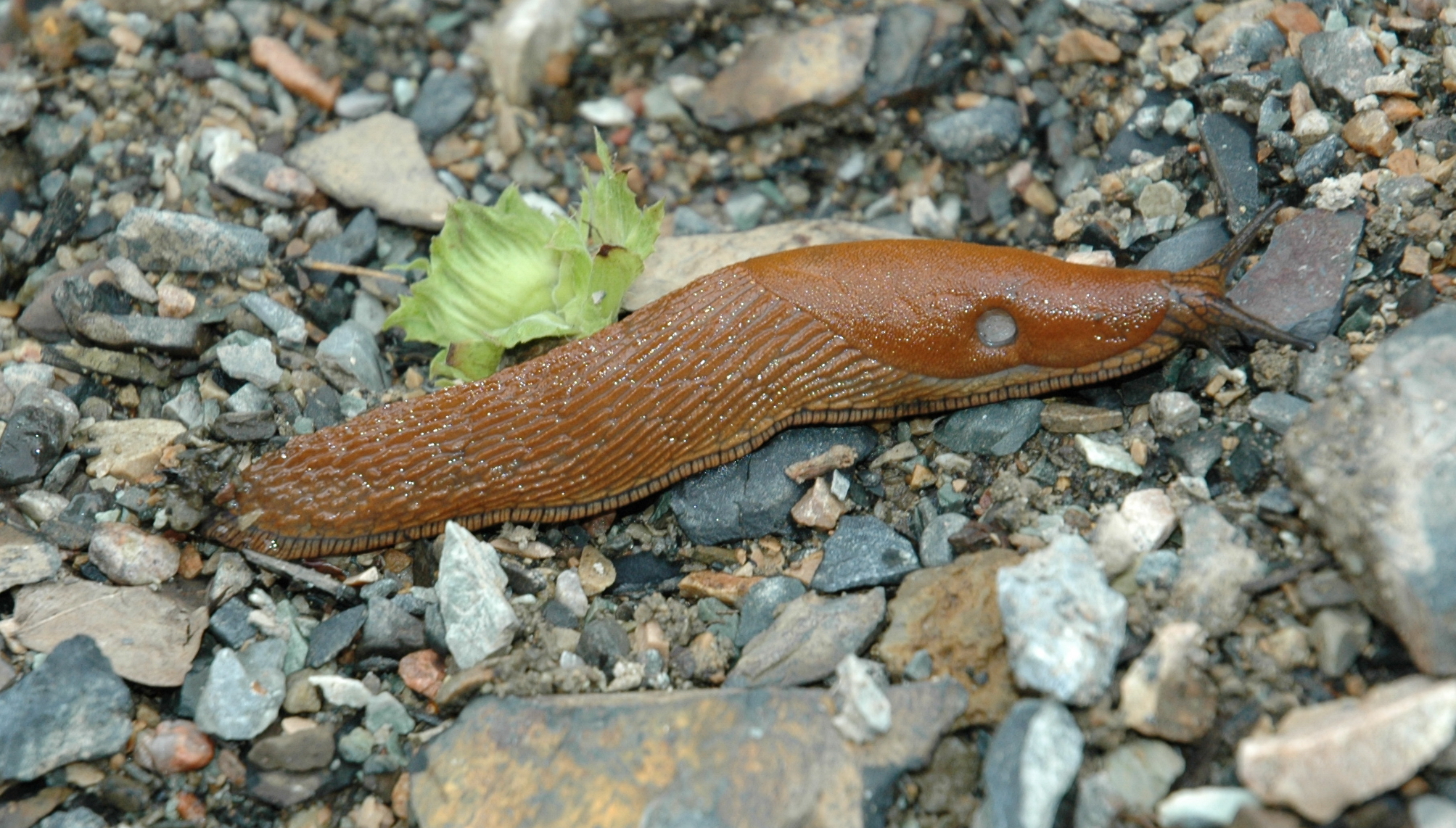
Egy barna színű variáns
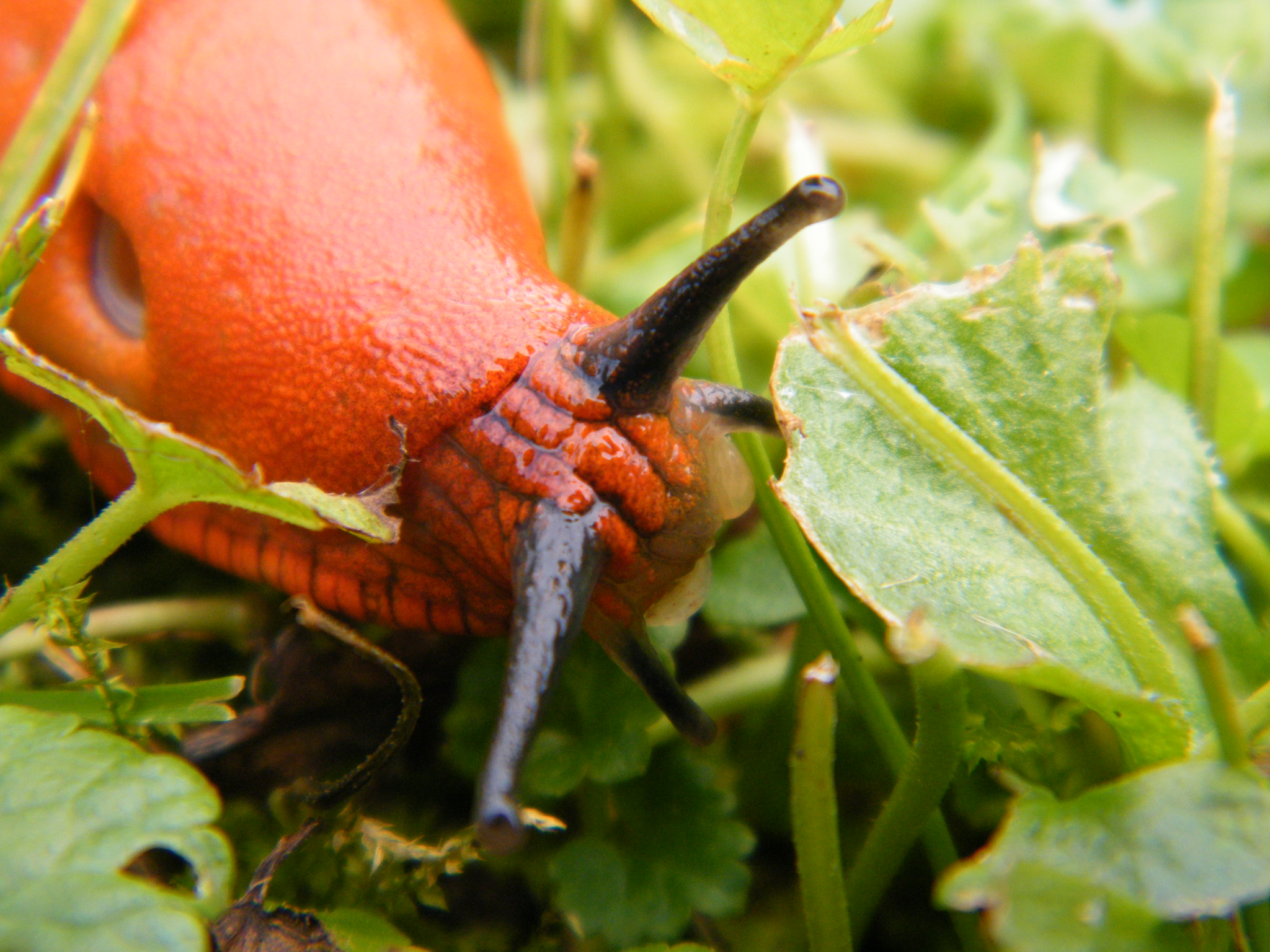
Egy példány táplálkozás közben

## Védekezés ellenük
Spanyol csupaszcsigákat riasztó növény a begónia, a feketeribizli, a paradicsom, de becserkészhetjük sörcsapdával is. Hatásos lehet a vízelvonó szerek – só, mész – használata. De a csiga besózása állatkínzás és környezetszennyezés. 

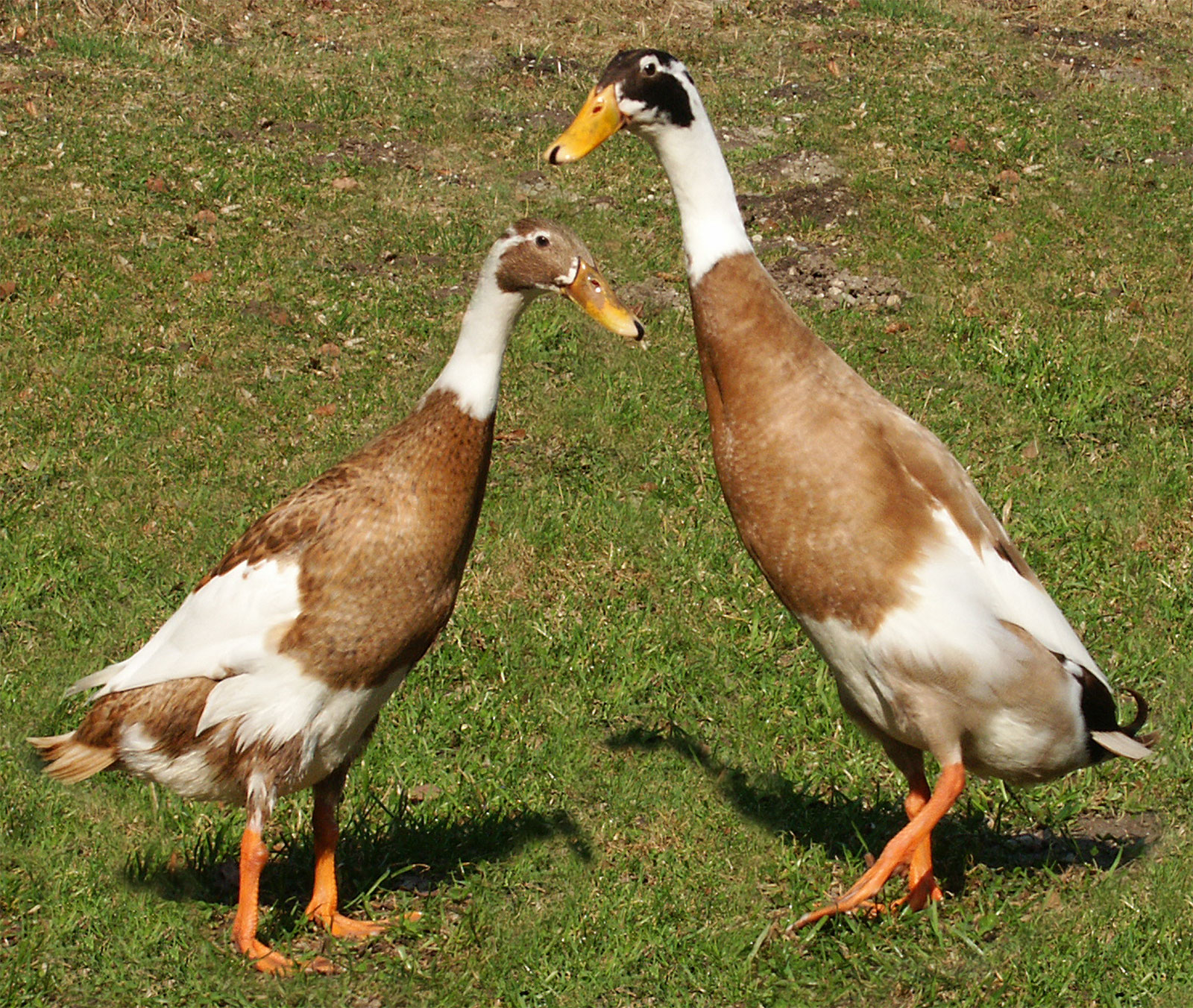
Az indiai futókacsák a leghatásosabb ellenségei

### Természetes ellenségek
Létezik biológiai fegyver is, az Indonéziában tojástermelésre kinevelt „indiai” futókacsa (Anas platyrhynchos f. domestica), ami a leghatásosabban elpusztítja az adott területről a spanyolcsigát. Nyugat-Európában gyakran tartanak ilyen kacsákat és bérbe adják őket a csigák elleni védekezésre.
Hazánkban a spanyol csupaszcsiga honos, bár az inváziójuk ellen kevésbé hatásos természetes ellenségei a fácán, a fogoly, a vakond, a sün, futóbogarak, elsősorban futrinkafélék, bábrablók, barna- és zöldvarangy, ásóbéka, tarajos gőte és lábatlan gyík.

### Kémiai védekezés
A kémiai védekezés a csigaölő szerek alkalmazását jelenti. Szántóföldi és kertészeti kultúrákban (palántaágyban és üvegházban) zöldségfélék, dísznövények védelmére ez gyakran használt módszer.

### Egyéb védekezés
- A védendő területen kívül is összecsalogathatjuk a csigákat
- termőhely kiválasztásakor kerüljük a mély fekvésű, vizenyős területeket.
- csigakerítést helyezhetünk ki a betelepedés irányára merőlegesen, megakadályozandó a csigák bejutását a védendő területre. Készíthető fémlemezből is, min. 20 cm magasságú legyen, tetején 45 fokos szögben visszahajló peremmel – a perem a csigák bevándorlásának irányába nézzen.
- a villanypásztor elvén működő csigakerítés is szóba jöhet, a huzalokba vezetett áram megakadályozza a csigák továbbjutását.